# Erik Amdrup
Erik Amdrup (ur. 21 lutego 1923 w Tønder, zm. 22 lutego 1998) – duński pisarz, autor głównie powieści kryminalnych, z zawodu chirurg. 

## Życiorys
Amdrup od 1965 r. pracował jako asystent ordynatora w jednym z kopenhaskich szpitali. W latach 1971–1988 pracował jako ordynator w szpitalu w Aarhus, a także jako profesor chirurgii na Uniwersytecie Aarhus.
Jego praca naukowa poświęcona chorobie wrzodowej oraz chirurgicznym sposobom jej leczenia zyskała uznanie międzynarodowe. Był współtwórcą, a przez pewien czas także kierownikiem Instytutu Eksperymentalnych Badań Klinicznych na Uniwersytecie Aarhus.
Jako pisarz zadebiutował późno: mając 56 lat opublikował powieść kryminalną Hilsen fra Hans (1979 r.). Napisał ponad dwadzieścia powieści kryminalnych, z których wiele otrzymało nagrody lub wyróżnienia. Na podstawie powieści Renters rente nakręcony został serial telewizyjny.

## Nagrody i wyróżnienia
- 1984 - Złote Kajdanki (nagroda przydzielana przez Duński Klub im. E. A. Poe) za powieść Hvem førte kniven
- 1985 - Złote Kajdanki za powieść Uansøgt afsked
- 1989 - Nagroda im. Palle Rosenkrantza za powieść Renters rente